# Al Rio
Alvaro Araújo Lourenço do Rio, dit Al Rio, né le 19 mai 1962 à Fortaleza et mort le 30 janvier 2012 dans la même ville, est un dessinateur de comics brésilien. Il est surtout connu pour son travail sur la série Gen¹³ publiée par Wildstorm Comics, ainsi que pour ses nombreuses illustrations pour Marvel, DC, Dark Horse ou encore Image Comics. Il fut également un animateur chez The Walt Disney Company.
Al Rio se suicide le 30 janvier 2012, laissant derrière lui sa femme et leurs trois enfants Rene, Adrielle et Isabel. Au moment de sa mort, Al Rio était sur le point de terminer un roman graphique. Il est enterré au cimetière de São João Batista à Fortaleza, Brésil.